# الرمثية
حمادة الرمثية قرية سعودية، في محافظة المويه بمنطقة مكة المكرمة، تقع في شرق مدينة الطائف بمسافة نحو 300 كم.

## التاريخ
أسست قبل عام 1400هـ.

## أنظر أيضًا
- أبو لبن
- أم السلم (محافظة المويه)
- أم شواح